# 능주고등학교
능주고등학교(綾州高等學校)는 대한민국 전라남도 화순군 능주면 잠정리에 위치한 사립 고등학교이다.

## 학교 연혁
- 1966년 11월 29일 : 학교법인 신암학원 설립 인가, 초대 이사장 김농주 선생 취임
- 1967년 9월 17일 : 능주종합고등학교 설립 인가 (인문과, 상과), 설립자 겸 초대 교장 권영희 선생 취임
- 1971년 2월 20일 : 능주종합고등학교 제1회 졸업
- 1973년 9월 28일 : 능주고등학교 인문계 인가
- 1984년 12월 21일 : 능주고등학교 18학급 인가
- 1992년 10월 5일 : 제4대 이사장 이중근 박사 취임
- 1992년 11월 23일 : 학교법인 신암학원을 우정학원으로 명의 변경
- 1993년 5월 18일 : 우정학사(생활관) 완공
- 2006년 11월 28일 : 우정학사(제2생활관) 완공
- 2007년 2월 9일 : 다목적 강당 우정관 완공
- 2010년 9월 1일 : 자율학교 지정(전남교육청), 고교교육력제고 심화과정 거점학교(수학/ 영어)
- 2011년 6월 30일 : 우정학사(제3생활관) 완공
- 2012년 4월 8일 : 우정학사 제2,3생활관 4층 증축 및 제1생활관 리모델링(전교생 수용)
- 2018년 12월 12일 : 고교학점제 선도학교 선정
- 2022년 10월 20일 : 제5대 이사장 정병택 선생 취임
- 2023년 3월 1일 : 제15대 교장 박재곤 선생 취임
- 2025년 2월 1일 : 제55회 졸업생 150명 배출(총 9,695명)
- 2025년 3월 4일 : 신입생 159명 입학

## 참고 자료
- 능주고등학교 - 한국교육학술정보원 학교알리미